# 순창 조씨
순창 조씨(淳昌趙氏)는 전북특별자치도 순창군을 본관으로 하는 한국의 성씨이다.

## 역사
시조 조자장(趙子長)은 고려 초에 순창호장(淳昌戶長)을 지냈다고 한다.
5세손인 조인평(趙仁平)이 1177년(명종 7)에 망이·망소이 난을 진압하는데 큰 공을 세워 일등공신으로 금오위낭장(金吾衛郎將) 대장군(大將軍)에 올랐다고 한다.
8세손인 조렴(趙廉, 1290년 ~ 1343년)이 1315년(충숙왕 2)에 과거에 급제하여 좌사의대부(左司議大夫)와 밀직부사를 역임했다. 시호는 문정(文貞)이다.
조선시대 문과 급제자 17명을 배출하였다. 조유성(趙惟誠)이 1555년(명종 10) 문과에 급제하여 사헌부장령과 나주목사 등을 역임했다. 류성룡(柳成龍)의 외손자인 조수익(趙壽益)은 1633년 문과에 급제하여 대사헌·예조참판·한성부좌윤 등을 역임하였다.

## 옥천 조씨
옥천(玉川)은 순창(淳昌)의 별칭이기 때문에 순창 조씨와 옥천 조씨는 뿌리가 같다고 추측하고 있다. 옥천 조씨의 시조인 조장(趙璋)이 순창 조씨 시조 조자장의 7대손이라는 설이 있으나 문헌이 전해지지 않아 고증이 불가하다. 

## 본관
순창(淳昌)은 전북특별자치도 남부에 위치하는 지명이다. 백제의 도실군(道實郡)이다. 757년(신라 경덕왕 16) 순화군(淳化郡)으로 고쳤다. 940년(고려 태종 23) 순창(淳昌)으로 고쳐 현재까지 이어진다. 《세종실록지리지》에 전라도 남원도호부 순창군의 토성(土姓)으로 설(薛)·염(廉)·임(林)·조(趙)·옹(邕) 5성이 기록되어 있다. 1896년 전라북도 순창군이 되었다.

## 분파
- 진위파(振威派)
- 안촌파(安村派)
- 문등파(文等派)
- 삼고파(三顧派)
- 행정파(杏亭派)
- 지곡파(池谷派)
- 대종가파

## 항렬자
| 세(世) | 26세   | 27세   | 28세   | 29세   | 30세   | 31세   | 32세   | 33세   | 34세   | 35세   | 36세   | 37세   | 28세   | 29세   | 30세   | 31세   | 32세   | 33세   | 34세   | 35세   | 36세   | 37세   | 38세   | 39세   |
| ------ | ------ | ------ | ------ | ------ | ------ | ------ | ------ | ------ | ------ | ------ | ------ | ------ | ------ | ------ | ------ | ------ | ------ | ------ | ------ | ------ | ------ | ------ | ------ | ------ |
| 위치   | 끝     | 가운데 | 끝     | 끝     | 가운데 | 끝     | 가운데 | 끝     | 가운데 | 끝     | 가운데 | 끝     | 가운데 | 끝     | 가운데 | 끝     | 가운데 | 끝     | 가운데 | 끝     | 가운데 | 끝     | 가운데 | 끝     |
| 항렬자 | 선(善) | 태(泰) | 식(湜) | 주(柱) | 병(炳) | 재(載) | 용(鏞) | 호(鎬) | 범(範) | 렬(烈) | 준(埈) | 련(鍊) | 해(海) | 환(桓) | 필(必) | 건(建) | 준(鐏) | 택(澤) | 영(榮) | 훈(勳) | 두(斗) | 흠(欽) | 승(承) | 권(權) |

## 인구
- 2000년 5,669가구 17,923명
- 2015년 34,069명

## 문화재
- 괴산 칠충사